# Lilly Wood and the Prick
Lilly Wood and the Prick (estilizado como Lilly Wood & the Prick) es un dúo francés de pop folk fundado en 2006 por Nili Hadida y Benjamin Cotto. Entre sus referentes musicales citan a artistas como Johnny Cash y Patti Smith pasando por The Kills y Fleetwood Mac.
En 2014 ganaron cierto reconocimiento gracias a la versión remezclada por el DJ alemán Robin Schulz del sencillo «Prayer in C» convirtiéndose en un éxito en el continente europeo.

## Biografía
El dúo se formó en 2006 cuando se conocieron mediante un amigo en común en un café parisino y decidieron colaborar en la composición de algunas canciones. En 2008 grabaron una versión de «L.E.S. Artistes» de Santogold la cual captó la atención del músico francés Pierre Guimard quién les ofreció trabajar juntos habilitándole un estudio de grabación para la producción de sus trabajos. En ese mismo año formaron parte de un álbum recopilado por Folk & Proud y en 2009 firmaron con la discográfica independiente Cinq7 y con ella lanzaron su primer EP autotitulado. En mayo de 2010, lanzaron su álbum debut Invincible Friends. Unos meses más tarde, fueron ganaradores del premio otorgados por la cultura francesa, Victoires de la musique en la categoría «revelación del año». En junio de 2011, celebraron el aniversario del lanzamiento de su primer álbum con un concierto llevado a cabo en el Olympia de París. Su segundo álbum The Fight fue lanzado en noviembre de 2012 del cual se desprendieron los sencillos «Middle of the Night» y «Where I Want to Be (California)». En 2014, la banda fue nominada nuevamente para el Victoires de la Musique, en la categoría «Artista Intérprete Femenina».

### 2014-2016: "Prayer In C (Robin Schulz remix)" & "Shadows"
En junio de 2014 lanzaron el sencillo "Prayer in C (remix)” una pista incluida originalmente en su álbum de 2010, Invincible Friends.  El DJ y productor alemán Robin Schulz remezcló la canción y trajo consigo un éxito en toda Europa. El alcance de la canción ayudó a impulsar al dúo a su canción solista más alta en las listas de éxitos en Francia en 2015 con una canción llamada "I Love You" que alcanzó el puesto 65 y que formó parte de su siguiente álbum "Shadows" junto con otros sencillos: "Shadows", "Box Of  Noise" y una sesión de estudio de "Kokomo" en 2016, sin embargo el álbum solo está disponible en algunas regiones.

### 2020–presente:"Most Anything"
En 2020 regresan con la balada “Lonely Life” durante la pandemia de COVID-19 y posteriormente anunciaron su nuevo álbum titulado “Most Anything” , álbum del cual desprendieron los sencillos “You Want My Money” “A Song” & “In Love For The Last Time”. El álbum se caracteriza por ser experimental y con ritmos nuevos a comparación de sus trabajos anteriores.
Tiempo después lanzaron la versión en español de “You Want My Money” estilizado como (Quieres mi plata).

## Miembros
- Nili Hadida, vocalista de la banda nacida en Tel Aviv, Israel en 1986. Vivió en Inglaterra antes de trasladarse por un tiempo en California y  residir definitivamente en París.
- Benjamin Cotto, guitarrista

Durante sus presentaciones en vivo, se incorporan los músicos Pierre Guimard (guitarra, bajo) y Mathias Fisch (batería). En septiembre de 2010, Clément Fonio se unió como bajista. En enero de 2011, Fonio fue sustituido por Mathieu Denis (bajo, teclados).

## Discografía

### Álbumes
Álbumes de estudio
- Invincible Friends (2010)
- The Fight (2014)
- Shadows (2016)
- Most Anything (2021)

EP
- Lilly Who and the What? (2009)

### Sencillos
| Año  | Título                             | Mejores posiciones | Mejores posiciones | Mejores posiciones | Mejores posiciones | Mejores posiciones | Mejores posiciones | Álbum              |
| Año  | Título                             | FRA                | ALE                | BEL (Val)          | ESP                | EUA                | R.U.               | Álbum              |
| ---- | ---------------------------------- | ------------------ | ------------------ | ------------------ | ------------------ | ------------------ | ------------------ | ------------------ |
| 2010 | «Down the Drain»                   | 67                 | —                  | 91                 | —                  | —                  | —                  | Invincible Friends |
| 2011 | «This Is a Love Song»              | 84                 | —                  | 82                 | —                  | —                  | —                  | Invincible Friends |
| 2011 | «My Best»                          | —                  | —                  | 85                 | —                  | —                  | —                  | Invincible Friends |
| 2012 | «Middle of the Night»              | 103                | —                  | —                  | —                  | —                  | —                  | The Fight          |
| 2012 | «Where I Want to Be (California)»  | 88                 | —                  | —                  | —                  | —                  | —                  | The Fight          |
| 2014 | «Long Way Back»                    | 163                | —                  | —                  | —                  | —                  | —                  | Sin álbum          |
| 2014 | «Into Trouble»                     | 78                 | —                  | —                  | —                  | —                  | —                  | Sin álbum          |
| 2014 | «Prayer in C» (Robin Schulz remix) | 1                  | 1                  | 1                  | 1                  | 23                 | 1                  | Prayer             |
| 2015 | «Shadows»                          | 165                | —                  | —                  | —                  | —                  | —                  | Shadows            |
| 2015 | «I Love You»                       | 65                 | —                  | —                  | —                  | —                  | —                  | Shadows            |